# The Sword in the Stone (novel·la)
The Sword in the Stone és una novel·la de l'escriptor britànic TH White, publicada el 1938, inicialment com a obra autònoma però ara primera part d'una tetralogia, The Once and Future King. Una fantasia de la joventut del rei Artús, és una obra sui generis que combina elements de llegenda, història, fantasia i comèdia. Walt Disney Productions va adaptar la història a una pel·lícula d'animació i la BBC la va adaptar a la ràdio.

## Adaptacions

### Pel·lícula
Walt Disney va realitzar una adaptació de pel·lícula d'animació de The Sword in the Stone, publicada per primera vegada el 25 de desembre de 1963 per Buena Vista Distribution. Com la majoria de les pel·lícules de Disney, es basa en la trama general de la història original, però bona part de la substància de la història canvia considerablement.

### Dramatització radiofònica
La BBC va emetre una dramatització de ràdio de sis parts el 1939, amb música incidental de Benjamin Britten. Va ser revifada el 1952, després del descobriment de la partitura de Britten que s'havia considerat perduda. Una adaptació més ràpida de la BBC el 1982 la va protagonitzar Michael Hordern com a Merlyn.